# ロッキン・バイ・マイセルフ
『ロッキン・バイ・マイセルフ』 (ROCKIN' BY MYSELF) は、1993年に発表されたブライアン・セッツァーのライブ・アルバム。

## 解説
ストレイ・キャッツを再び活動停止したブライアン・セッツァーが実弟ゲイリー・セッツァーを引き連れて行った日本ツアーの最終日、川崎クラブチッタの模様を収めたライブアルバム。日本のみ発売された。ライブはバックバンド無しで行われ、前半はブライアンによるギターやバンジョーで弾き語り、中盤からゲイリーを迎え入れ兄弟デュオになるという編成。また、このツアーは来日前に逝去した二人の父親に捧げるものでもあった。

## 収録曲
1. ジーン・アンド・エディ- Gene And Eddie
2. オー・ボーイ - Oh Boy
3. クラウダッド・ホール - Crawdad Hole
4. 涙のラナウェイ・ボーイ - Runaway Boy
5. ビー・バップ・ア・ルーラ - Be-Bop-A-Lula
6. 気取りやキャット - Stray Cat Strut
7. フォギー・マウンテン・ブレイクダウン - Foggy Mountain Breakdown
8. ブロークン・マン - Broken Man
9. クライ・ベイビー - Cry Baby
10. バイ・バイ・ラヴ - Bye Bye Love
11. アイ・フォート・ザ・ロウ - I Fought The Law
12. カモン・エヴリバディ - C'mon Everybody
13. レベリーン - Rebelene
14. 好きにならずにいられない - Can't Help Falling In Love
15. サマータイム・ブルース - Summertime Blues
16. トゥエンティ・フライト・ロック - Twenty-Flight Rock
17. リップ・イット・アップ - Rip It Up
18. ミステリー・トレイン - Mystery Train